# 纪尧姆·比代
纪尧姆·比代（法語：Guillaume Budé，法語發音：[ɡijom byde]；1467年—1540年），文艺复兴时期欧洲法国人文主义法学家。他曾任法国国王路易十二（1462年至1515年）派往教皇利奥十世（1475年至1521年）教廷的使节，后来在国王弗朗索瓦一世时代，任枫丹白露皇家图书馆馆长一职。他是一位著名的古典语文学家，发表著作内容涉及罗马法、度量衡和希腊语。

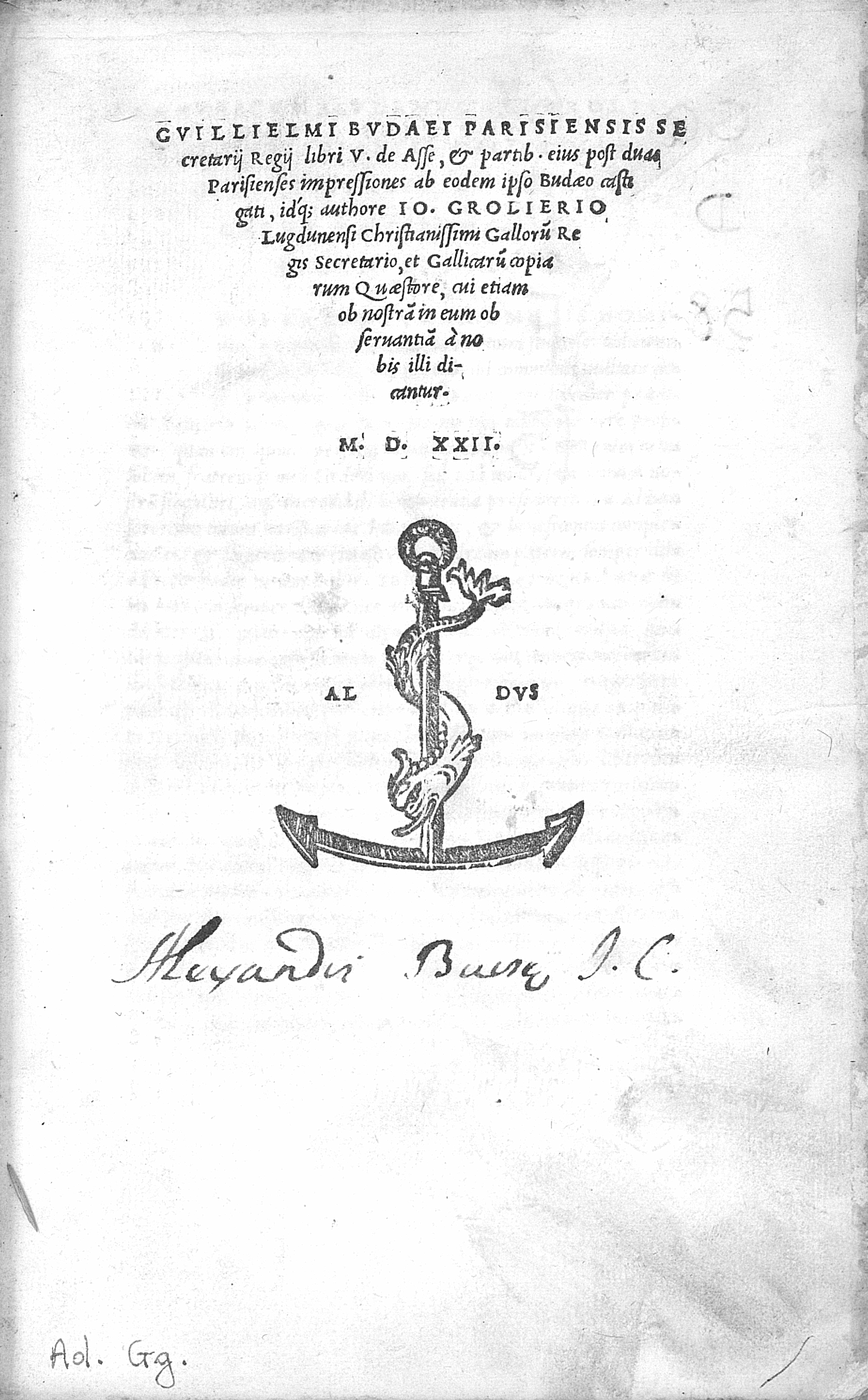
Libri V de Asse et partibus ejus, 1522

## 外部連結
- 纪尧姆·比代在數學譜系計畫的資料。
- Budé, Guillaume, "De Asse et Partibus Ejus", 1528載於Google圖書
- Budé, Guillaume, "De Asse et Partibus Ejus", 1542載於Google圖書